# Polot 11A59
Polot 11A59 (Sputnik 11A59) – radziecka rakieta nośna zbudowana na bazie rakiety balistycznej R-7. Uproszczony wariant rakiety Woschod 11A57. Użyta do wyniesienia prototypów broni antysatelitarnej wobec anulowania programu rakiety UR-200, a przed rakietami Cyklon.

## Chronologia
1. 1 listopada 1963, 08:56 GMT; s/n E15003-02A; miejsce startu: Bajkonur (LC31), Kazachstan
Ładunek: Polot 1; Uwagi: start udany
2. 12 kwietnia 1964, 09:21 GMT; s/n T15001-01A; miejsce startu: Bajkonur (LC31), Kazachstan
Ładunek: Polot 2; Uwagi: start udany